# Forbush (Iowa)
Pour les articles homonymes, voir Forbush.
Forbush est une communauté non constituée en municipalité, du comté d'Appanoose en Iowa, aux États-Unis.
Le bureau de poste est inauguré en 1890 et fermé en 1905.

## Source de la traduction
- (en) Cet article est partiellement ou en totalité issu de l’article de Wikipédia en anglais intitulé « Forbush, Iowa » (voir la liste des auteurs).